# Archermos
Archermos var en grekisk skulptör från Chios, verksam på 500-talet f. Kr.
Enligt traditionen var han den förste som framställde segergudinnan Nike bevingad. Archermos har antagits vara mästaren till en på Delos funnen, vingad kvinnostaty av marmor, den så kallade Nike från Delos, ett arbete som om ej av Archermo så yttryck för hans tid och stilriktning.